# Diores lemaireae
Diores lemaireae es una especie de araña del género Diores, familia Zodariidae. Fue descrita científicamente por Jocqué en 1990.
Habita en Malaui.